# Équipe des Fidji féminine de football
Cet article traite de l'équipe féminine. Pour l'équipe masculine, voir Équipe des Fidji de football.
Maillots
L'équipe des Fidji féminine de football est une sélection des meilleures joueuses fidjiennes sous l'égide de la Fédération des Fidji de football.

## Classement FIFA
| Année              | 2003 | 2004 | 2005 | 2006 | 2007 | 2008 | 2009 | 2010 | 2011 | 2012 | 2013 | 2014 | 2015 | 2016 | 2017 | 2018 |
| ------------------ | ---- | ---- | ---- | ---- | ---- | ---- | ---- | ---- | ---- | ---- | ---- | ---- | ---- | ---- | ---- | ---- |
| Classement mondial | 69   | 72   | 74   | 76   | 74   | 73   | 92   | 85   | 81   | 77   | 118  | 133  | 83   | 72   | 119  | 72   |
| Classement OFC     | 4    | 4    | 4    | 4    | 4    | 4    |      | 4    | 4    | 4    |      |      | 3    | 3    |      |      |

## Palmarès

### Parcours enCoupe d'Océanie
- 1983 : 4e
- 1998 : 4e
- 2010 : 1er tour
- 2018 :  2e
- 2022 :  2e
- 2025 : 4e

### Parcours enJeux du Pacifique
- 2003 : 5e
- 2007 : 3e
- 2011 : 3e
- 2015 : 1er tour groupe B
- 2019 : 3e
- 2023 : 2e

### Chronologie des compétitions et des matchs
| Date               | Lieu                                   | Équipe | Résultat | Adversaire                | Compétition                               |
| ------------------ | -------------------------------------- | ------ | -------- | ------------------------- | ----------------------------------------- |
| 28 novembre 1983   | Nouméa Nouvelle-Calédonie              | Fidji  | 0-2      | Nouvelle-Calédonie        | Coupe d'Océanie féminine de football 1983 |
| 30 novembre 1983   | Nouméa Nouvelle-Calédonie              | Fidji  | 1-15     | Nouvelle-Zélande          | Coupe d'Océanie féminine de football 1983 |
| 2 décembre 1983    | Nouméa Nouvelle-Calédonie              | Fidji  | 0-13     | Australie                 | Coupe d'Océanie féminine de football 1983 |
| 11 octobre 1998    | Auckland Nouvelle-Zélande              | Fidji  | 0-14     | Nouvelle-Zélande          | Coupe d'Océanie féminine de football 1998 |
| 13 octobre 1998    | Auckland Nouvelle-Zélande              | Fidji  | 5-0      | Samoa                     | Coupe d'Océanie féminine de football 1998 |
| 15 octobre 1998    | Auckland Nouvelle-Zélande              | Fidji  | 0-17     | Australie                 | Coupe d'Océanie féminine de football 1998 |
| 17 octobre 1998    | Auckland Nouvelle-Zélande              | Fidji  | 1-7      | Papouasie-Nouvelle-Guinée | Coupe d'Océanie féminine de football 1998 |
| 30 juin 2003       | Nadi Fidji                             | Fidji  | 0-1      | Guam                      | Jeux du Pacifique Sud de 2003             |
| 2 juillet 2003     | Suva Fidji                             | Fidji  | 1-2      | Papouasie-Nouvelle-Guinée | Jeux du Pacifique Sud de 2003             |
| 4 juillet 2003     | Nausori Fidji                          | Fidji  | 2-0      | Kiribati                  | Jeux du Pacifique Sud de 2003             |
| 7 juillet 2003     | Nadi Fidji                             | Fidji  | 3-1      | Tahiti                    | Jeux du Pacifique Sud de 2003             |
| 9 juillet 2003     | Nadi Fidji                             | Fidji  | 3-2      | Vanuatu                   | Jeux du Pacifique Sud de 2003             |
| 10 juillet 2003    | Nadi Fidji                             | Fidji  | 2-2      | Tonga                     | Jeux du Pacifique Sud de 2003             |
| 2 mars 2004        | Ba Fidji                               | Fidji  | 0-2      | Papouasie-Nouvelle-Guinée | Qualification aux Jeux olympiques 2004    |
| 6 mars 2004        | Ba Fidji                               | Fidji  | 0-7      | Australie                 | Qualification aux Jeux olympiques 2004    |
| 25 août 2007       | Apia Samoa                             | Fidji  | 4-1      | Îles Cook                 | Jeux du Pacifique Sud de 2007             |
| 30 août 2007       | Apia Samoa                             | Fidji  | 3-0      | Samoa américaines         | Jeux du Pacifique Sud de 2007             |
| 1er septembre 2007 | Apia Samoa                             | Fidji  | 1-0      | Papouasie-Nouvelle-Guinée | Jeux du Pacifique Sud de 2007             |
| 3 septembre 2007   | Apia Samoa                             | Fidji  | 3-0      | Îles Salomon              | Jeux du Pacifique Sud de 2007             |
| 5 septembre 2007   | Apia Samoa                             | Fidji  | 0-1      | Tonga                     | Jeux du Pacifique Sud de 2007             |
| 7 septembre 2007   | Apia Samoa                             | Fidji  | 1-0      | Tahiti                    | Jeux du Pacifique Sud de 2007             |
| 9 juillet 2010     | Auckland Nouvelle-Zélande              | Fidji  | 0-3      | Papouasie-Nouvelle-Guinée | Coupe d'Océanie féminine de football 2010 |
| 27 juillet 2010    | Auckland Nouvelle-Zélande              | Fidji  | 1-2      | Tonga                     | Coupe d'Océanie féminine de football 2010 |
| 30 juillet 2010    | Auckland Nouvelle-Zélande              | Fidji  | 0-0      | Îles Salomon              | Coupe d'Océanie féminine de football 2010 |
| 17 août 2011       | Navua Fidji                            | Fidji  | 2-0      | Samoa                     | Match amical                              |
| 18 août 2011       | Suva Fidji                             | Fidji  | 2-1      | Samoa                     | Match amical                              |
| 31 août 2011       | Nouméa Nouvelle-Calédonie              | Fidji  | 1-4      | Tonga                     | Jeux du Pacifique de 2011                 |
| 2 septembre 2011   | Nouméa Nouvelle-Calédonie              | Fidji  | 2-1      | Guam                      | Jeux du Pacifique de 2011                 |
| 5 septembre 2011   | Nouméa Nouvelle-Calédonie              | Fidji  | 1-0      | Îles Cook                 | Jeux du Pacifique de 2011                 |
| 7 septembre 2011   | Nouméa Nouvelle-Calédonie              | Fidji  | 0-4      | Papouasie-Nouvelle-Guinée | Jeux du Pacifique de 2011                 |
| 9 septembre 2011   | Nouméa Nouvelle-Calédonie              | Fidji  | 1-0      | Tonga                     | Jeux du Pacifique de 2011                 |
| 6 juillet 2015     | Port Moresby Papouasie-Nouvelle-Guinée | Fidji  | 1-5      | Papouasie-Nouvelle-Guinée | Jeux du Pacifique de 2015                 |
| 8 juillet 2015     | Port Moresby Papouasie-Nouvelle-Guinée | Fidji  | 1-1      | Îles Cook                 | Jeux du Pacifique de 2015                 |